# Brasucade
La brasucade désigne un repas festif organisé dans le Languedoc-Roussillon, généralement organisé en plein air, tournant autour de la cuisson sur feu de bois de différents plats ou ingrédients en particulier des moules, mais non exclusivement.

## Étymologie
Le terme régional de brasucade provient de l'occitan brasucada, se traduisant par « grillade (de châtaignes) » ou « rôti de châtaignes ». Il peut designer aussi bien une méthode de cuisson, que l'évènement organisé autour de cette manière de préparer des aliments.

## Histoire
L'origine est en lien avec les moines s'étant installés dans l'abbaye de Saint-Marcel de Fontfouillouse (Commune : Les Plantiers) dans la Vallée Borgne. Ces derniers ont appris aux habitants à planter et cultiver les arbres à pain que sont les châtaigniers. La brasucade consiste à faire griller des châtaignes dans une poêle avec longue queue percée de trous sur un feu qui permet de bien les enfumer. Régulièrement, on les fait sauter afin d'obtenir une cuisson homogène.
Les anciens préparaient les moules (ou tout autre ingrédient) sur une tôle posée sur les braises, mais aujourd’hui, une brasucade peut être préparée dans une grande poêle ou dans un grand plat type plat à paella.
En 2015, le record du monde de la Brasucade a été battu sur le Port de Sète, avec une brasucade cuisinée avec 1,7 tonne de moules.
Ce plat régional commence timidement à se faire connaitre en dehors d'Occitanie, sa terre d'origine, un reportage lui étant consacré sur une chaine nationale le 22 mai 2017.
Parmi les 160 ajouts, le nom de Brasucade fait son apparition dans l'édition 2018 du Petit Larousse.